# Rickettsiella
Genre
Rickettsiella est un genre de bactéries gram-négatives de la famille des Coxiellaceae.

## Description
Le genre Rickettsiella est composé de bactéries en forme de bacilles intracellulaires capables de croître dans de larges vacuoles dans les corps gras, l'hépatopancréas et divers organes de certains insectes. Ce sont des bactéries qui ont une coloration de Gram négative.

## Hôtes
Les hôtes naturels des Rickettsiella sont les insectes, les crustacés et les arachnides.

## Pathogénicité
Les Rickettsiella sont des pathogènes des larves d'invertébrés et d'insectes.

## Taxonomie
Le nom correct complet (avec auteur) de ce taxon est Rickettsiella Philip 1956.
L'espèce type de ce genre est Rickettsiella popilliae (Dutky & Gooden 1952) Philip 1956.
Rickettsiella a pour synonyme :
- Diplorickettsia Mediannikov et al. 2011

### Étymologie
L'étymologie du nom de genre des Rickettsiella est la suivante : N.L. fem. n. Rickettsia, genre d'une bactérie parasite; L. fem. dim. n. suff. -ella, suffixe; N.L. fem. dim. n. Rickettsiella, petite Rickettsia.

### Liste des espèces valides
Selon LPSN (25 février 2024), le genre Rickettsiella comprend les cinq espèces suivantes :
- Rickettsiella chironomi (ex Weiser 1963) Weiss et al. 1984
- Rickettsiella grylli (ex Vago & Martoja 1963) Weiss et al. 1984
- Rickettsiella massiliensis (Mediannikov et al. 2011) Saini & Gupta 2021
- Rickettsiella popilliae (Dutky & Gooden 1952) Philip 1956, cette espèce est l'espèce-type du genre[2]
- Rickettsiella stethorae Hall & Badgley 1957

### Liste des espèces non valides
Selon LPSN (25 février 2024), il existe aussi six espèces ayant le statut de candidatus ou d'espèce dont le nom n'a pas été publié de manière valide :
- "Rickettsiella agriotidis" Leclerque et al. 2011
- "Rickettsiella armadillidii" Frutos et al. 1994
- "Rickettsiella costelytrae" Leclerque et al. 2012
- "Candidatus Rickettsiella isopodorum" Kleespies et al. 2014
- "Rickettsiella pyronotae" Kleespies et al. 2011
- "Candidatus Rickettsiella viridis" Tsuchida et al. 2014